# Obertîn
Obertîn (în ucraineană Обертин) este o așezare de tip urban din raionul Tlumaci, regiunea Ivano-Frankivsk, Ucraina. În afara localității principale, mai cuprinde și satul Honceariv.

## Bătălia de la Obertyn
Aici a avut loc bătălia dintre Petru Rareș și hatmanul Ioan Tarnovschi pe 22 august 1531, după ce Petru Rareș invadase Pocuția în 1530. Aceasta s-a soldat cu înfrângerea trupelor moldovene și recucerirea Pocuției de către polonezi.

## Demografie
Componența lingvistică a așezării de tip urban Obertîn
     Ucraineană (99,32%)
     Alte limbi (0,6%)
Conform recensământului din 2001, majoritatea populației așezării de tip urban Obertîn era vorbitoare de ucraineană (99,32%), existând în minoritate și vorbitori de alte limbi.